# Església del Pelegrinatge de Sant Joan de Nepomuk
L'església del Pelegrinatge de Sant Joan de Nepomuk a Zelena Hora (Gruenberg) és un edifici religiós de Žďár nad Sázavou, República Txeca, prop de la frontera entre Bohèmia i Moràvia. Està inscrit a la llista del Patrimoni de la Humanitat de la UNESCO des del 1994.
És l'última obra de Jan Santini Aichel, un arquitecte de Bohèmia, que combina el barroc borrominesc amb referències a elements gòtics en la construcció i la decoració.
El 1719, quan l'església catòlica va declarar la llengua de Joan Nepomucè incorruptible, es van iniciar els treballs de construcció a Zelená Hora, lloc en el qual el sant va rebre la seva educació inicial. Va ser consagrada després de la beatificació del sant el 1720 i en continuà la construcció fins a 1727. Mig segle més tard, després d'un important incendi, la forma del sostre va ser alterada.
L'església, amb la major part del mobiliari dissenyat per Santini, és notable per les seves característiques gòtiques i el seu complex simbolisme, absolutament inusual en aquesta època.